# Глизе 674 b
Глизе 674 b (Gliese 674 b или GJ 674 b) — экзопланета у звезды Глизе 674 в созвездии Жертвенника. Планета удалена от Земли на расстоянии 14,8 световых лет.
Родительская звезда является красным карликом спектрального класса M2.5V.
Планета Глизе 674 b имеет массу 0,037 массы Юпитера, является примером газового гиганта. Она находится очень близко к звезде, на расстоянии 0,039 а. е. Эксцентриситет орбиты равен 0,2. Планета была открыта 7 января 2007 года методом Доплера.